# ماتئوش کوشنیرویچ
ماتئوش کوشنیرویچ (انگلیسی: Mateusz Kusznierewicz؛ زادهٔ ۲۹ آوریل ۱۹۷۵) قایقران اهل لهستان است.